# Ólguinskaia (Krasnodar)
|  | Per a altres significats, vegeu «Ólguinskaia». |

Ólguinskaia - Ольгинская (rus) és una stanitsa del krai de Krasnodar, a Rússia. Es troba a la desembocadura del riu Beissug a la mar d'Azov. És a 29 km a l'est de Primorsko-Akhtarsk i a 105 km al nord de Krasnodar.
Pertanyen a aquesta stanitsa els possiolki d'Oktiabrski, Dobrovolni, Krupskoi, Vozrojdénie, Beissug i Iàgodnoie.

## Història
El khútor Dobrovolni rebé l'estatus de stanitsa el 1902 amb el nom d'Ólguinskaia en homenatge a la gran princesa Olga Nikolàievna. El 1911 arribà a la vila el ferrocarril.
Després de la Revolució Russa el 1917 i l'establiment del soviet el 1920, en el marc de la col·lectivització a la Unió Soviètica, el 1929 s'hi formà el kolkhoz Gigant i després uns altres vuit. El 1959 es formà el gran kolkhoz Put k kommunizmu, que el 1964 es reanomenà Kavkaz.